# The Perfidy of Mary
The Perfidy of Mary es una película muda de la Biograph dirigida por D. W. Griffith y protagonizada por Dorothy Gish y Mae Marsh, entre otros. La película se estrenó el 5 de abril de 1913.

## Argumento
Mary y Rose son dos primas que viven en dos ciudades diferentes. Las dos tienen un sueño en el que se encuentran en la "Tierra del amor", un reino fantástico y romántico inspirado en un libro que han leído. Al despertarse, Mary recibe una propuesta de matrimonio, pero su padre, descontento, la envía con su prima Rose para que se olvide de su pretendiente. A su vez, Rose recibe la visita de otro pretendiente tímido, que decide rechazar. Aparece entonces otro pretendiente para Rose, un Don Juan seductor con malas intenciones. La llegada de Mary hace que el malvado cambie sus intereses. Para ayudar al tímido pretendiente de Rose, Mary acepta fugarse con el seductor al que le envía un misterioso mensaje ... todo para reunir su prima con el tímido chico y ella misma con su primer amante, evitando al Don Juan. En la escena final, Rose y Mary pasean felices en su "Tierra del amor" con sus enamorados.

## Reparto
- Dorothy Gish - Rose
- Mae Marsh - Mary
- Walter Miller - pretendiente de Rose
- Harry Hyde - pretendiente de Mary
- Lionel Barrymore - padre de Mary
- Kate Bruce - madre de Mary
- Gertrude Bambrick - personaje del libro
- Viola Barry - personaje del libro
- Olive Carey - camarera
- William Gorman
- Robert Harron - chico que da indicaciones
- J. Jiquel Lanoe - personaje del libro
- W.C. Robinson - portero
- Henry B. Walthall - el poeta